# Sorbitanmonolaurat
Sorbitanmonolaurat  ist ein Sorbitanfettsäureester, ein Ester von Sorbit bzw. von 1,4-Sorbitanhydrid (kurz Sorbitan). Es wird in der Lebensmittelindustrie und in kosmetischen und pharmazeutischen Präparaten als Emulgator verwendet. Es ist in der EU unter der Nummer E 493 als Lebensmittelzusatzstoff für bestimmte Lebensmittel (unter anderem verschiedene Backwaren, Speiseeis, Desserts und Zuckerzeug, Marmeladen und Getränkeweißer) zugelassen. Die erlaubte Tagesdosis beträgt 5 mg/kg Körpergewicht und Tag.

## Eigenschaften
Pharmazeutisch verwendetes Sorbitanmonolaurat ist ein Gemisch aus Partialestern des Sorbitols und seiner Mono- und Dianhydride mit hauptsächlich Laurinsäure (40,0 bis 60,0 %). Weiterhin enthält die Substanz in der Fettsäurenfraktion Myristinsäure (14,0 bis 25,0 %) Palmitinsäure (7,0 bis 15,0 %), Ölsäure (maximal 11,0 %), Caprylsäure (maximal 10,0 %), Caprinsäure (höchstens 10,0 %), Stearinsäure (maximal 7,0 %), Linolsäure (maximal 3,0 %) und Capronsäure (maximal 1,0 %). Pharmazeutisches Sorbitanmonolaurat ist eine bräunlich gelbe, viskose Flüssigkeit mit einer relativen Dichte von etwa 0,98 und praktisch unlöslich, jedoch dispergierbar in Wasser. Sie ist löslich in fetten Ölen unter Bildung einer trüben Lösung und mischbar mit Ethanol 96 %. Der HLB-Wert beträgt 8,6 und die LD50 liegt bei 33,6 g·kg-1 (oral, Ratte).